# Brittany Brown
Brittany Brown (ur. 18 kwietnia 1995) – amerykańska lekkoatletka specjalizująca się w biegach sprinterskich.
Siódma zawodniczka biegu na 200 metrów podczas mistrzostw NACAC w Toronto (2018). W 2019 zdobyła na tym dystansie srebrny medal mistrzostw świata w Dosze. Złota medalistka mistrzostw NACAC (2022). Podczas igrzysk olimpijskich w Paryżu (2024) zdobyła brązowy medal w biegu na 200 metrów.
Złota medalistka mistrzostw USA oraz reprezentantka kraju w meczach międzypaństwowych.

## Osiągnięcia
| Rok  | Impreza              | Miejsce   | Konkurencja   | Pozycja    | Wynik |
| ---- | -------------------- | --------- | ------------- | ---------- | ----- |
| 2018 | Mistrzostwa NACAC    | Toronto   | bieg na 200 m | 7. miejsce | 23,46 |
| 2019 | Mistrzostwa świata   | Doha      | bieg na 200 m | 2. miejsce | 22,22 |
| 2022 | Mistrzostwa NACAC    | Freeport  | bieg na 200 m | 1. miejsce | 22,35 |
| 2023 | Mistrzostwa świata   | Budapeszt | bieg na 100 m | 7. miejsce | 10,97 |
| 2024 | Igrzyska olimpijskie | Paryż     | bieg na 200 m | 3. miejsce | 22,20 |

## Rekordy życiowe
- Bieg na 100 metrów – 10,90 (2023) / 10,66w (2022)
- Bieg na 200 metrów – 21,99 (2022)